# Gerold Tandler

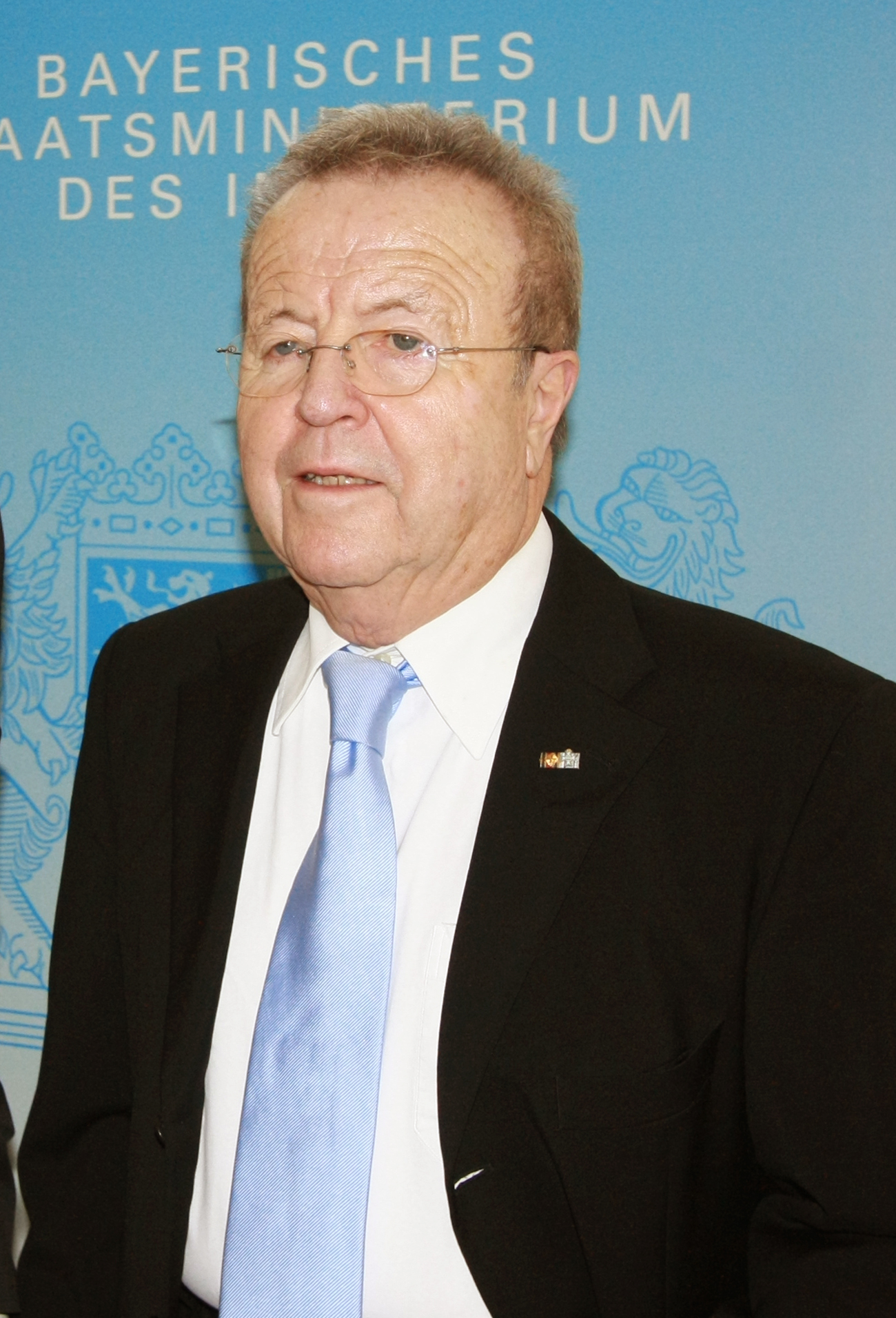
Gerold Tandler (2012)

Gerold Tandler (* 12. August 1936 in Reichenberg, Tschechoslowakei) ist ein ehemaliger deutscher Politiker der CSU. Er war von 1970 bis 1991 Mitglied des Bayerischen Landtages. Von 1971 bis 1978 war er Generalsekretär der CSU, von 1982 bis 1988 Vorsitzender der CSU-Landtagsfraktion. Tandler war bayerischer Staatsminister des Innern (1978–82), für Wirtschaft (1988) und der Finanzen (1988–90).

## Leben

### Ausbildung
Tandler begann eine Zahntechnikerlehre, die er abbrach. Er machte eine Ausbildung zum Bankkaufmann bei der Bayerischen Vereinsbank und blieb dort bis 1971.

### Politischer Werdegang

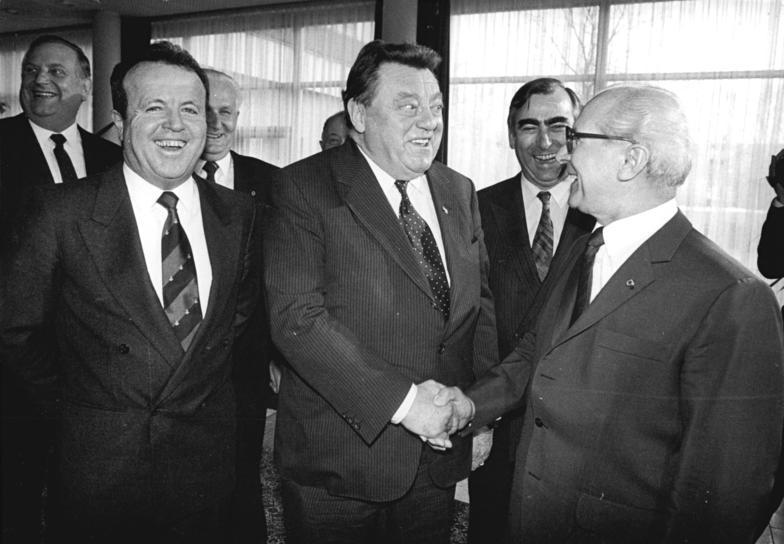
Tandler, links vorne, mit Franz Josef Strauß und Erich Honecker in Leipzig (1987)

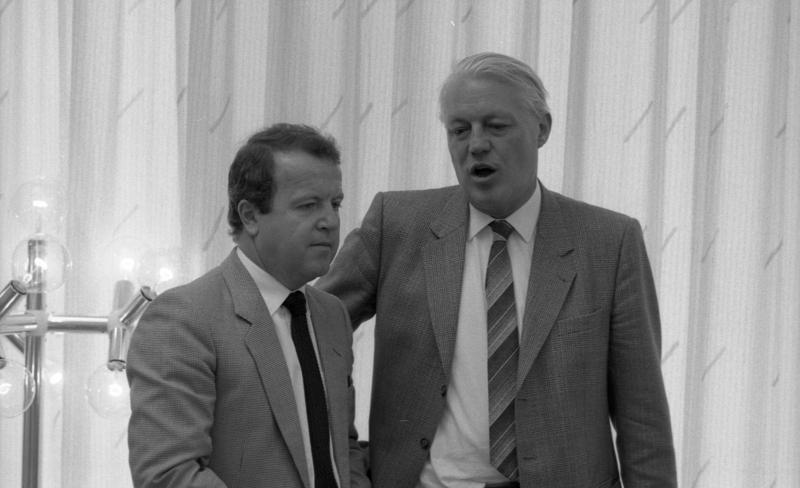
Tandler, links, 1982 mit Gerhard Stoltenberg

Tandler trat 1956 der CSU bei. Nach frühen politischen Funktionen im Landkreis Altötting als Kreisvorsitzender der Jungen Union Altötting, Kreisrat, Stadtrat in Neuötting und Bezirksvorsitzender der Jungen Union Oberbayern wurde Tandler 1970 nach einer gescheiterten Kandidatur für den Deutschen Bundestag Mitglied des Bayerischen Landtags. Von 1971 bis 1978 war er außerdem Generalsekretär der CSU. Im ersten Kabinett seines langjährigen Mentors Franz Josef Strauß war er vom 7. November 1978 bis zum 27. Oktober 1982 Bayerischer Staatsminister des Innern. In dieser Funktion vertrat er eine besonders harte Linie gegenüber der entstehenden alternativen Jugendkultur und der Hausbesetzerbewegung und rechtfertigte gegenüber Kritik von Presse und Opposition auch offensichtliche Übergriffe der ihm unterstellten Polizei. Darüber hinaus wird ihm im Zusammenhang mit dem Oktoberfestattentat von Kritikern die Verharmlosung rechtsextremer Umtriebe vorgeworfen.
1982 wechselte er in den Vorsitz der CSU-Landtagsfraktion, 1983 wurde er erneut Generalsekretär der CSU und hatte beide Ämter bis 1988 inne. Am 14. Juni 1988 wurde er erneut Minister – noch unter Strauß –; diesmal für Wirtschaft und Verkehr. Nach Strauß’ plötzlichem Tod am 3. Oktober 1988 bekleidete er im am 19. Oktober 1988 gebildeten Kabinett Streibl I das Amt des Bayerischen Staatsministers der Finanzen. 1990 gab er infolge der Zwick-Affäre diesen Posten und 1991 auch sein Landtagsmandat auf. Er wechselte in die Wirtschaft, wurde Vorstandsmitglied der Linde AG und blieb in dieser Funktion bis zum Erreichen der Pensionsgrenze 2001.

### Zwick-Affäre
Eduard Zwick – bekannt als niederbayerischer Bäderkönig – lieh Tandler im Jahr 1976 700.000 DM für den Kauf des mit öffentlichen Geldern renovierten „Hotel zur Post“ in Altötting. Darüber hinaus hatte sich Tandler unter dem Codenamen „Gotan“ bei Zwick weitere Kredite über 1,1 Millionen DM besorgt. Bei der parlamentarischen Untersuchung der Zwick-Affäre und im Prozess wegen Steuerhinterziehung gegen Eduard Zwicks Sohn Johannes verstrickte Tandler sich in Widersprüche über die Umstände der Privatkredite und soll damit eine uneidliche Falschaussage begangen haben. Es wurde auch der Verdacht laut, dass Tandler bei der Zwickschen Steuerhinterziehung geholfen haben soll. Beide Anklagepunkte wurden nach vierjähriger Ermittlung vom Landgericht Landshut am 17. September 2000 gegen eine Geldauflage in Höhe von 150.000 DM eingestellt.

### Familie
Gerold Tandler ist verheiratet und Vater von vier Töchtern und zwei Söhnen.
Darunter ist Andrea Tandler, Verurteilte in der sogenannten Maskenaffäre.

## Auszeichnungen
- 1980: Bayerischer Bierorden
- 1981: Großes Bundesverdienstkreuz
- 1984: Bayerische Verfassungsmedaille in Gold
- 1984: Großes Bundesverdienstkreuz mit Stern